# 231 Vindobona
231 Vindobona هو كويكب، يقع ضمن حزام الكويكبات. اكتشف في 10 سبتمبر 1882. وقد اكتشفه يوهان بليسا.

## روابط خارجية
- 231 Vindobona في قاعدة بيانات مختبر الدفع النفاث لأجرام النظام الشمسي الصغيرة

- الاكتشاف · مخطط المدار ·  العناصر المدارية · المعلمات المادية

- 231 Vindobona على موقع ويكي سكاي: DSS2, SDSS, GALEX, IRAS, Hydrogen α, X-Ray, Astrophoto, Sky Map, Articles and images